# Ali Gabr
Ali Gabr (Ismaïlia, 1 januari 1989) is een voetballer met de Egyptische nationaliteit, die doorgaans als verdediger speelt. Gabr komt sinds 2018 uit voor Pyramids FC.

## Carrière

### Clubcarrière
Gabr begon zijn carrière bij Ismaily SC. Hier maakte hij tijdens de eerste speelronde op 6 augustus 2009 zijn debuut in de hoogste Egyptische divisie tegen Mansoura. Hij startte deze wedstrijd in de basis en zou ook de hele wedstrijd afmaken, welke uiteindelijk in een 2-2 gelijkspel eindigde.
In juli 2012 verruilde Gabr Ismaily voor Al-Ittihad. Hier zou hij uiteindelijk twee seizoenen blijven en 27 wedstrijden spelen, waarna hij de overstap maakte naar het eveneens Egyptische Zamalek.
Hier speelde hij tot januari 2018 in totaal 99 wedstrijden in de Egyptische competitie en wist hierin drie keer te scoren. Op 29 januari van dat jaar werd Gabr voor de rest van het seizoen uitgeleend uitgeleend aan West Bromwich Albion, met optie tot definitieve aankoop. Hiervoor kreeg Zamalek een vergoeding van 500.000 dollar. Sportief werd de uitleenbeurt echter geen succes: Gabr kwam geen seconde in actie voor de Engelse eersteklasser. Gabr werd terug naar Zamalek gestuurd, maar daar bleef hij niet lang: in de zomer van 2018 verhuisde hij op definitieve basis naar Pyramids FC.

### Interlandcarrière
Hij debuteerde in 2014 in het Egyptisch voetbalelftal. Gabr maakte deel uit van de selecties op het Afrikaans kampioenschap voetbal 2017, waar Egypte de finale haalde, en het wereldkampioenschap voetbal 2018. Op het WK in Rusland kwam Gabr in alle drie de groepswedstrijden in actie.

## Erelijst
Al-Zamalek
- Premier League

2014/15
- Beker van Egypte

2014/15, 2015/16
- Egyptische supercup

2016